# Tobisfiskar
Tobisfiskar (Ammodytidae) är en familj i underordningen fjärsinglika fiskar (Trachinoidei). De lever i kalla och tempererade regioner av Atlanten, Indiska oceanen och Stilla havet.
De största arterna når en längd upp till 30 cm. Det vetenskapliga namnet bildas av de grekiska orden ammos (sand) och dytes (dyka).
Dessa fiskar lever ofta nära kusten och de bildar stim.
Tobisfiskar är populär som mat bland för större rovfiskar som havsöring, torsk och kolja samt för olika fåglar som lunnefågeln.
I Danmark fångas tobisfiskar för att framställa fiskmjöl som sedan används för att odla öring.

## Släkten
- Ammodytes
- Ammodytoides
- Bleekeria
- Gymnammodytes
- Hyperoplus
- Lepidammodytes
- Protammodytes